# أليكس جونز (لاعب كرة قدم)
أليكس جونز (بالإنجليزية: Alex Jones) (28 سبتمبر 1994 في المملكة المتحدة - ) هو لاعب كرة قدم بريطاني في مركز الهجوم. لعب مع برمنغهام سيتي وبورت فايل وغريمسبي تاون ووست بروميتش ألبيون.

## وصلات خارجية
- أليكس جونز على موقع قاعدة بيانات كرة القدم.إي يو (الإنجليزية)
- أليكس جونز على موقع Soccerbase.com (لاعب) (الإنجليزية)
- أليكس جونز على موقع Soccerway.com (الإنجليزية)